# Ultimatum
Een ultimatum is een laatste eis, voordat men tot actie overgaat. Ultimatums kunnen in allerlei kringen voorkomen. Dus zowel in de persoonlijke sfeer alswel tussen landen. Maar ook op politiek, economisch, arbeids- of maatschappelijke basis kunnen ultimatums gesteld worden.
Vooral op de vooravond van de Eerste en Tweede Wereldoorlog werden er veel ultimatums gesteld.
Een voorbeeld van een ultimatum tussen landen:
- Een land zegt tegen een ander land dat als het zich niet terugtrekt, het kan rekenen op een oorlogsverklaring.

Een voorbeeld van een ultimatum op het gebied van arbeid:
- Werknemers willen van hun werkgever een betere CAO, zo niet, dan gaan ze over tot staking.